# أس هيدروجيني داخل الخلية

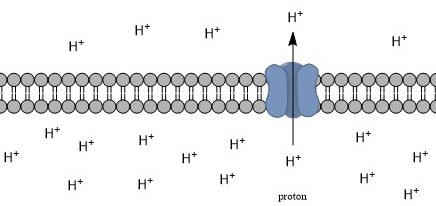

الأس الهيدروجيني داخل الخلية (بالإنجليزية: Intracellular pH)‏ ويُدعى اختصارًا pHi، هو الأس الهيدروجيني للسائل داخل الخلية، ويلعب دورًا مهمًا في عمليات النقل، ويُنظم هذا الأس بواسطة ناقلات الغشاء الخلوي، والتي تتواجد بنوعين رئيسيين، نوع مُستقل لا يحتاج بيكربونات، ونوع يعتمد على البيكربونات. معدل الأس الهيدروجيني داخل الخلية الطبيعي هو 7.4±0.1.